# Нікулін Дмитро Сергійович
Дмитро Сергійович Нікулін; 30 квітня 1984, Мелітополь, Україна — український боксер — професіонал, який виступає в середній ваговій категорії. Майстер спорту України міжнародного класу з боксу.

## Життєпис
Дмитро Нікулін народився 30 квітня 1984 року в Мелітополі, Україна. Вихованець мелітопольської школи боксу. На даний момент є боксером промоутерської компанії братів Кличків «K2 Promotions».

## Кар'єра
Тренер Нікуліна Сергій Гордієнко.
17 вересня 2009 в Палаці спорту «Метеор» у Дніпропетровську відбувся турнір з професійного боксу, в якому взяв участь Дмитро Нікулін.
Організаторами цього турніру стали промоутерська компанія братів Кличків K2 East Promotions, світовий бренд Nemiroff і телеканал «Мегаспорт».
19 грудня 2009 року в Запоріжжі переміг росіянина Заурбека Байсангурова і завоював титул — звання чемпіона WBO European.
12 вересня 2010 в Осаці (Японія) програв у десятираундовому поєдинку японцеві Юкі Нонака: 95-94, 98-93 і 98-94..
Працює старшим тренером старшим тренером з боксу спортивного клубу «Добро».

## Титули
- Чемпіон WBO European.